# Kayangel

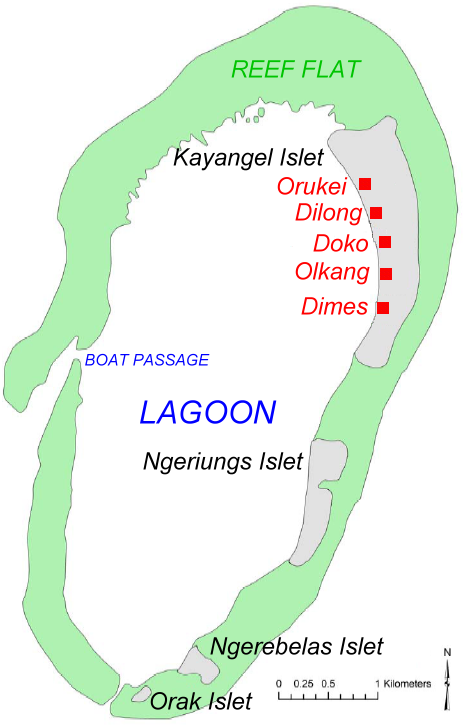
Đảo san hô Kayangel

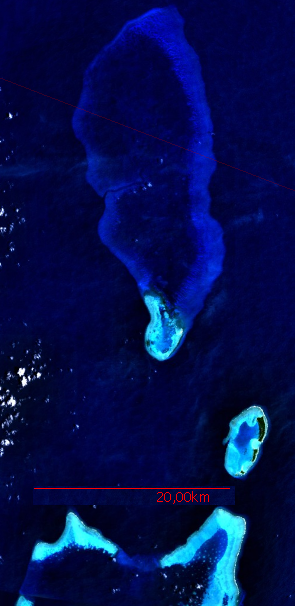
Ảnh của NASA

Kayangel (Ngcheangel) là bang cực bắc của quốc đảo Palau, cách Koror 24 km (15 mi) về phía bắc. Diện tích đất liền của bang là 1,4 km2 (0,54 dặm vuông Anh). Dân số của bang là 138 người (2000). Bang gồm 3 hòn đảo là
| Đảo san hô        | Diện tích đất liền (km²) | Tổng diện tích (km²) | Tọa độ                                        |
| ----------------- | ------------------------ | -------------------- | --------------------------------------------- |
| Kayangel          | 1,39                     | 21,6                 | 08°04′B 134°42′Đ / 8,067°B 134,7°Đ            |
| Ngaruangel        | 0,02                     | 20,1                 | 08°10′B 134°38′Đ / 8,167°B 134,633°Đ          |
| Đá ngầm Velasco   | -                        | 330                  | 08°20′29″B 134°36′45″Đ / 8,34139°B 134,6125°Đ |
| State of Kayangel | 1,40                     | 372                  |                                               |